# 吉田美月喜
吉田 美月喜（よしだ みづき、2003年〈平成15年〉3月10日 - ）は、日本のモデル、女優。東京都出身。身長162cm。スターダストプロモーション所属。
2017年秋にスカウトされ、芸能界入り。

## 略歴
2018年11月10日、NHK BSプレミアム『カラスになったおれは地上の世界を見おろした。』でテレビドラマ初出演。
2019年2月1日、BSフジ『レイメイキ』でテレビドラマ初主演。同年6月7日公開の『町田くんの世界』で映画初出演。
2020年1月12日、日本テレビ・日曜ドラマ『シロでもクロでもない世界で、パンダは笑う。』で連続ドラマ初出演。同年3月11日、NHK総合『就活生日記』の第3話で主演を務めて、初めて1クールのドラマに2作品出演した。
2021年4月25日、TBS・日曜劇場『ドラゴン桜 第2シリーズ』と5月21日、日本テレビ・日曜ドラマ『ネメシス』第4話にゲスト出演し、話題作に立て続けに出演した。同年9月7日公開の『MIRRORLIAR FILMS Season1「Petto」』で主演を務め、映画初主演。
2022年4月10日より東京と大阪で公演の『エゴ・サーチ』で舞台初出演。同年11月13日公開の『メイヘムガールズ』で長編映画初主演。
2023年2月25日、日本テレビ・Zドラマ『沼る。港区女子高生』で連続ドラマへのレギュラー出演は『ドラゴン桜』以来2年ぶり、日本テレビの連続ドラマへのレギュラー出演は『シロでもクロでもない世界で、パンダは笑う。』以来3年ぶりとなる。
2024年2月16日、毎日放送 / TBS・ドラマシャワー『マイストロベリーフィルム』で深田竜生、矢花黎、田鍋梨々花とクワトロ主演を務め、連続ドラマ初主演。同年6月22日から7月15日まで新国立劇場 小劇場にて上演された舞台『デカローグ7「ある告白に関する物語」』で主演を務め、舞台初主演。同年6月28日公開の劇場アニメ『ルックバック』で河合優実とダブル主演を務め、声優初挑戦。
2026年にスペインで公開予定の『KARATEKA』で海外映画に初出演。監督のアリッツ・モレノは、吉田が声優として出演した『ルックバック』を映画館で3回観たと明かし、「何度観ても、感情を大きく揺さぶられる作品でした」と称賛。「『吉田さんならどんな役でも演じられる方に違いない』と強く感じ、今回の起用を考えるきっかけになりました」と語った。

## 人物
- 趣味 - 読書、旅行、バレエ（8年間）[14]。
- 特技 - テニス（6年間）、バスケットボール（3年間）[14]、人を笑わせること[15]。

## 出演

### テレビドラマ
- カラスになったおれは地上の世界を見おろした。（2018年11月10日、NHK BSプレミアム） - 丸山沙織（幼少期）役
- レイメイキ（2019年2月1日、BSフジ / 2月6日、フジテレビ） - 主演
- 僕たちは泳がない（2019年3月23日、BSフジ / 5月8日、フジテレビ） - 主演・藤沢百合 役[16]
- シロでもクロでもない世界で、パンダは笑う。（2020年1月12日 - 3月15日、読売テレビ・日本テレビ） - 東山楓 役[2]
- 就活生日記（2020年3月11日、NHK総合） - 山口サヤ 役（第3話主演）[3]
- バベル九朔 第4話（2020年11月9日、日本テレビ） - 市川莉子 役
- ドラゴン桜 第2シリーズ（2021年4月25日・5月2日・6月13日、TBS） -  清野利恵 役[4][17]
- ネメシス 第4話（2021年5月21日、日本テレビ） - 西野歩美 役[5]
- ZIP!朝ドラマ「サヨウナラのその前に」（2022年3月3日・8日・31日、日本テレビ） - 渡会京子 役[18]
- 沼る。港区女子高生（2023年2月25日 - 3月25日、日本テレビ） - 斎藤麻里香 役[9]
- ファーストステップ2～世界をつなぐ勇気の言葉～（2023年3月25日、BSよしもと） - 里奈 役[19]
- クライムファミリー（2023年4月12日 - 5月3日、フジテレビ） - 佐々木夢 役[20]
- マイストロベリーフィルム（2024年2月16日 - 4月5日、毎日放送） - 主演・中村千花 役（深田竜生、矢花黎、田鍋梨々花とクワトロ主演）[10]
- はれのひ シンデレラ ウェディングドレスを日本へ! ある女性の挑戦（2024年2月24日、読売テレビ・日本テレビ） - 度会知恵 役[21]
- 恋愛革命（2025年1月12日 - 3月16日、朝日放送テレビ） - 王子凛 役[22]
- 世界で一番早い春（2025年6月20日 - 、毎日放送） - 主演・晴田真帆 役（藤原樹とダブル主演）[23]

### ラジオドラマ
- FMシアター（NHK-FM）
  - 『鮫人の家』（2025年1月25日） - 岡野つばさ 役[24]

### Webドラマ
- 今際の国のアリス（2020年12月10日配信開始、Netflix） - アサヒ 役[25]
- 沼る。港区女子高生 特別版 放課後編 第4話（2023年2月18日、TVer） - 斎藤麻里香 役[26]

### 映画
- 町田くんの世界（2019年6月7日、ワーナー・ブラザース映画）
- 鬼ガール!!（2020年10月16日、SDP） - 宇佐美雪 役[27]
- たぶん（2020年11月13日、イオンエンターテイメント） - 江口 役[28]
- MIRRORLIAR FILMS Season1 「Petto」（2021年9月17日、イオンエンターテイメント） - 主演・春乃 役[6]
- メイヘムガールズ（2022年11月25日、アルバトロス・フィルム） - 主演・山﨑瑞穂 役[8]
- あつい胸さわぎ（2023年1月27日、イオンエンターテイメント / SDP） - 主演・武藤千夏 役（常盤貴子とW主演）[29]
- パラダイス／半島（2023年7月21日、トリプルアップ） - ヒロイン・山下夕起 役[30]
- カムイのうた（2024年1月26日、トリプルアップ） - 主演・北里テル 役[31][32]
- KARATEKA（2026年公開予定、ワーナー・ブラザース・ピクチャーズ、スペイン映画、監督：アリッツ・モレノ）[13]
- 顔のない街（公開日未定、東宝） - 主演・ミサ 役[33]

### 劇場アニメ
- ルックバック（2024年6月28日、エイベックス・ピクチャーズ）- 主演・京本 役[12]（河合優実とダブル主演）

### CM
- 花王「リセッシュ除菌EX」
- かんぽ生命保険 企業広告『人生は、夢だらけ。』シリーズ
  - 「夢のフライト」篇（2018年6月25日 - ）[1]
- ジョンソン・エンド・ジョンソン「アキュビュー」
  - 「はじめてのグループ」篇（2019年3月16日 - ）[34]
- 森永製菓 inゼリー「～その緊張を、エネルギーに。～『受験にinゼリー2021』」（2021年1月12日 - ）[35]

### ネット
- 「少女記録」（2018年3月30日）[15][36]
- 「女子高生と武将」（2018年4月18日 - 、GYAO!） - Yahoo!映像トピックス・オリジナル番組[37]
- 「路地裏てぃーん。」24人目（2018年6月25日、HOUYHNHNM（フイナム））[38]

### ミュージックビデオ
- 坂本真綾「CLEAR」（2018年1月31日） - アニメ『カードキャプターさくら クリアカード編』オープニングテーマ
- Candy or Whip「騙されろ、夏に」（2018年7月25日）
- androp「Hikari」（2018年8月29日） - ドラマ『グッド・ドクター』主題歌
- 真っ白なキャンバス「桜色カメラロール」（2020年1月21日） - TBS系テレビ『王様のブランチ』2020年2月・3月エンディングテーマ
- sumika「祝祭」（2021年2月26日） - 森永製菓 受験に inゼリー2021 CMソング
- クボタカイ「ふたりぼっち」（2023年10月18日）
- マルシィ「フリージア」（2025年4月9日）

### 舞台
- エゴ・サーチ（2022年4月10日 - 4月24日、東京・紀伊國屋ホール / 4月30日 - 5月1日、大阪・サンケイホールブリーゼ） - 小田切美保 役[7]
- デカローグ7「ある告白に関する物語」（2024年6月22日 - 7月15日、新国立劇場 小劇場） - 主演・マイカ 役[39][11]

## デジタル写真集
- PROTO STAR 吉田美月喜 vol.1（2018年9月、ジュピマール）[40]
- PROTO STAR 吉田美月喜 vol.2（2019年3月、ジュピマール）[41]